# Gardno
Gardno (dawniej Jezioro Gardeńskie, Jezioro Gorda; kaszub. Gardno, niem. Garder See) – poligenetyczne jezioro przybrzeżne, jezioro przymorskie położone na Wybrzeżu Słowińskim w województwie pomorskim.

## Charakterystyka
Od Morza Bałtyckiego oddzielone jest piaszczystą mierzeją, przeciętą przepływającą przez Gardno rzeką Łupawą. Ma powierzchnię 2468 ha i maksymalną głębokość 2,6 m. W całości wchodzi w skład Słowińskiego Parku Narodowego. W obrębie akwenu jeziora znajduje się rezerwat Wyspa Kamienna.
Jezioro stwarza idealne warunki do uprawiania turystyki kwalifikowanej. Przez kilka miesięcy w roku zjeżdżają tam windsurfingowcy. Idealne warunki odnajdują także żeglarze i wędkarze. Baza hotelowa w okolicach jeziora jest stale rozwijana.

## Stany wody jeziora Gardno
Poziom wód jeziora w okresie maksymalnej transgresji litorynowej był wyższy o 3 m od obecnego. Zasięg morza litorynowego z tego okresu wyznacza szczątkowo zachowany dawny wał brzegowy między jeziorami Dołgie Wielkie i Dołgie Małe. O zmianach poziomu wód w okresie politorynowym świadczą liczne formy w otoczeniu jeziora, które szczególnie wyraźnie zachowały się na wschodnim brzegu.
Decydujący wpływ na stany wody jeziora wywierają silne wiatry i zmiany poziomu zwierciadła wody w morzu. Oba te zjawiska występują najczęściej w okresie od listopada do lutego. Panujące w tym czasie silne wiatry z sektora północno-zachodniego powodują napływ wód morskich do jeziora. Nierzadkie są przypadki napływu wód morskich latem, w okresach niewielkiego spadku wody Łupawy między morzem a jeziorem. Z przeprowadzanych analiz wynika, że wysokie stany wody jeziora powodowane były głównie przez wiatr z kierunków N, W, NW i SW. Wiatr z sektora NE, E, SE wpływa zdecydowanie na obniżenie poziomu wody w jeziorze. Wiatr z kierunków N, W, NW stanowi niewielki procent w stosunku do wiatru z pozostałych, przeważających kierunków, których największa częstość przypada na miesiące zimowe.
Na stany wody jeziora Gardno wpływa również dopływ powierzchniowy ze zlewni jeziora. Wzrost stanów wody związany z dopływem powierzchniowym zdarza się tylko w wyjątkowych sytuacjach. Należą do nich całkowite lub częściowe zahamowanie dopływu wód jeziora, spowodowane zapiaszczeniem ujścia Łupawy. Są to jednak sytuacje krótkotrwałe, rzędu najwyżej kilku dni. Zwiększony dopływ rzeczny do jeziora występuje zwykle w miesiącach od listopada do kwietnia (większy o 20% od dopływu w okresie od maja do października).
Wpływ Morza Bałtyckiego na stosunki hydrologiczne jeziora Gardno objawia się głównie w napływach wody morskiej do jeziora. Napływ wody morskiej do jeziora, czyli tzw. prąd wsteczny, powstaje wówczas, gdy stan wody w morzu jest wyższy od poziomu wody w jeziorze. W rozkładzie miesięcznym najwięcej dni z napływami wody morskiej do jeziora stwierdzono w styczniu (26 dni, czyli 14% wszystkich wlewów). W odniesieniu do wszystkich wlewów, nieznacznie przeważa półrocze letnie (51,4%). Największa liczba wlewów występuje podczas wiatru z kierunku N, NW i W. Przyczynia się do tego przebieg linii brzegu morskiego w rejonie ujścia Łupawy stanowiący z kierunkiem północnym kąt 64°. Drugą ważną przyczyną ułatwiającą napływ wody morskiej podczas wiatru z sektora północno-zachodniego jest północny kierunek ujścia Łupawy.

## Obszary ścisłej ochrony przyrody w okolicach jeziora Gardno
- Obszar ochrony ścisłej Gardnieńskie Lęgi
- Obszar ochrony ścisłej Jezioro Dołgie Małe
- Obszar ochrony ścisłej Mierzeja
- Obszar ochrony ścisłej Wyspa Kamienna

## Wypadek łódzkich harcerek w 1948 roku
18 lipca 1948 roku na jeziorze miał miejsce wypadek, w którego wyniku utonęło 25 osób. Ofiarami były 22 nastoletnie harcerki z 15. Łódzkiej Drużyny Harcerskiej, organizatorka ich obozu w Gardnie Wielkiej, żona przewoźnika, oraz miejscowa kobieta zatrudniona w obozowej kuchni. Przyczyną była nieodpowiedzialność miejscowego przewoźnika, który w dwóch łódkach (jedna z silnikiem, a druga na holu) mogących w sumie pomieścić maksymalnie 21 osób, umieścił 40 osób. Celem przejażdżki miało być obejrzenie morza w miejscowości Rowy. W czasie rejsu zerwał się wiatr, a podniesiona nim fala spowodowała wywrócenie się obu łódek. Między innymi utonęła wówczas 13-letnia córka prof. Stefanii Skwarczyńskiej i mjr. Tadeusza Skwarczyńskiego oraz siostra Marii – Joanna. Ofiary tej katastrofy w większości spoczywają w jednej kwaterze na cm. św. Józefa przy ul. Ogrodowej w Łodzi.      
Była to największa tragedia w dziejach polskiego harcerstwa w czasie pokoju..